# 一番赏
一番籤（日语：一番くじ），又稱一番赏，是万代南梦宫集团BANDAI SPIRITS以其發行的動漫人物模型景品手办、毛绒玩具、日用品、文具用品等各种商品的賭博活動。顧客購買此類商品時,必須先抽籤，而且必須支付抽籤費用，參與抽籤後一定可以抽中某種商品，不過抽中的商品種類隨機。店方亦有可能事先扣下某些熱門獎品。
一番赏以及抽籤購買商品的方式由萬普於2003年首先推出。2018年4月1日，一番赏業務劃轉至BANDAI SPIRITS旗下。

## 外部連結
- 官方网站
- 一番赏的X（前Twitter）
- 一番赏的Facebook專頁
- 一番赏的Instagram帳戶
- YouTube上的一番赏播放列表